# Milenko Brkić
Milenko Brkić (Sarajevo, 2. veljače 1944. – Bijakovići, Čitluk, 19. kolovoza 2017.), hrvatski bosanskohercegovački političar.

## Životopis
Rođen u Sarajevu 2. veljače 1944. Osnovnu školu završio je u Čitluku, Učiteljsku školu u Mostaru, Filozofski fakultet u Sarajevu. Kratko je radio u Medicinskoj školi u Sarajevu odakle prelazi na Filozofski fakultet u Sarajevu, gdje je i doktorirao. Biran je u sva zvanja od asistenta do redovnog profesora. U zvanje redovnog profesora biran je 1989. godine, a na Fakultetu je obnašao i brojne dužnosti od pročelnika katedre do dekana OOUR-a Filozofija 1983/1984. i 1984/1985. Objavio je osam knjiga i više od 200 radova. U dva navrata biran je za člana Vlade BiH, kao ministar obrazovanja, znanosti i kulture, te kao ministar za vjerska pitanja. 
Godine 1992., nakon što je smijenjen Kljujić s položaja predsjednika HDZ-a BiH, po Tuđmanovom naređenju, Brkić 15. ožujka postaje vršitelj dužnosti predsjednika stranke, da bi ga u studenome iste godine naslijedio Mate Boban. Poslije obnavlja Hrvatsku narodnu zajednicu. i kao njen predstavnik, u dva mandata, po četiri godine, postaje zastupnik Zastupničkog doma Parlamenta FBiH od 2002. do 2010. godine.
2009. godine pokreće privatni Fakultet društvenih znanosti u Bijakovićima, a godinu dana poslije osniva i Sveučilište 'Hercegovina', u koje se uključuju još dva privatna fakulteta iz Mostara, Fakultet za menadžment resursa i Fakultet međunarodnih odnosa i diplomacije.